# Westfield Mokotów

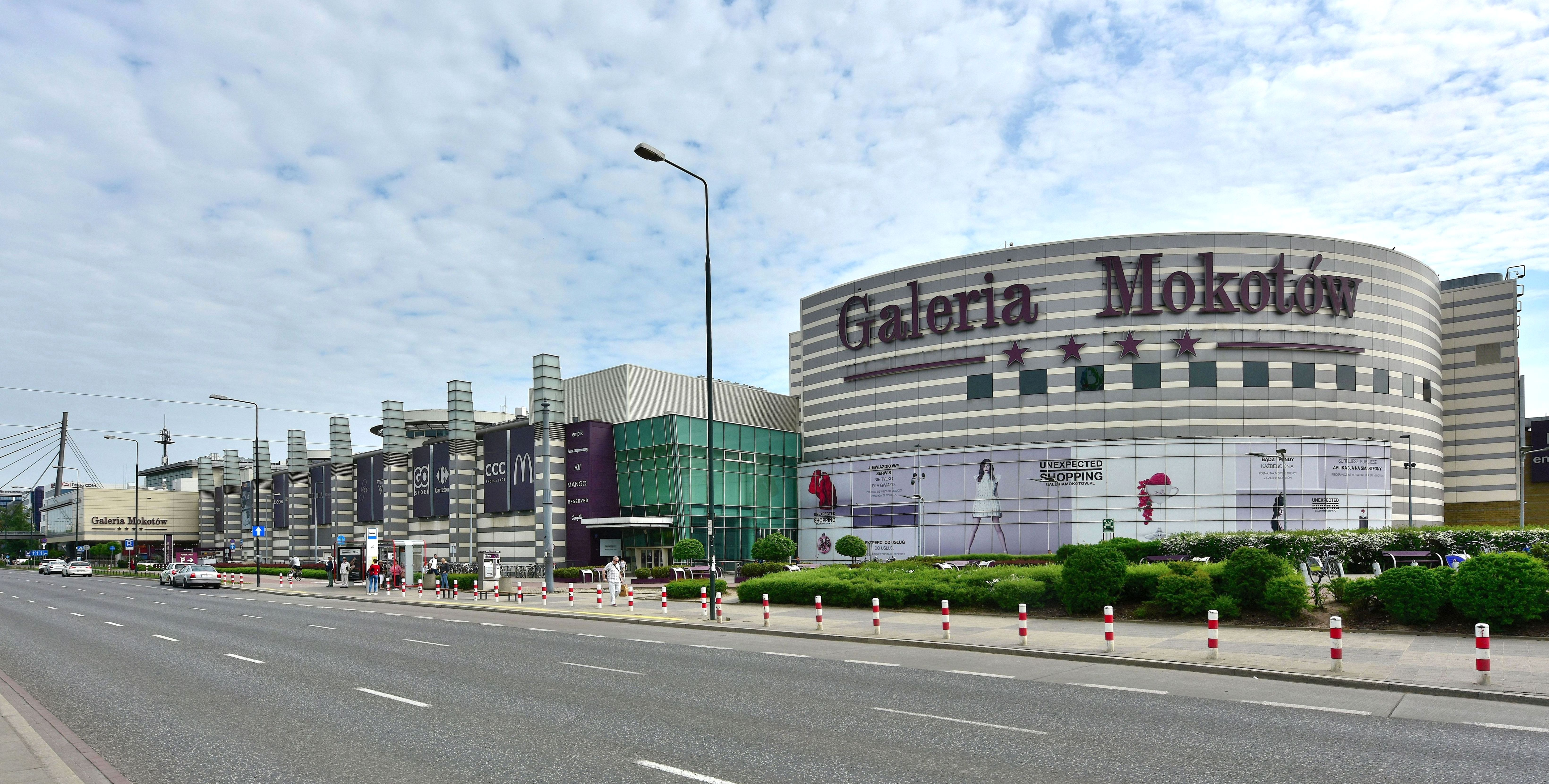
Blick auf die Galeria von der Kreuzung Wilanowska/Wołowska aus

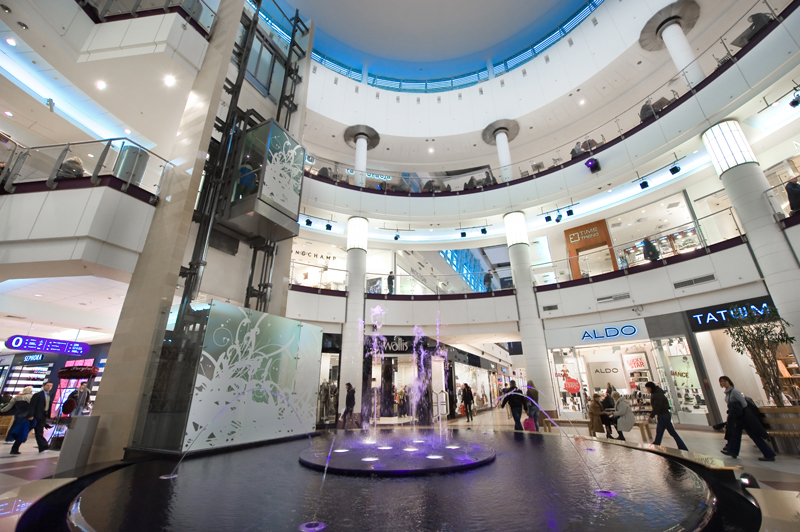
Innenbereich des Shopping-Centrums, hier die zentrale Rotunda

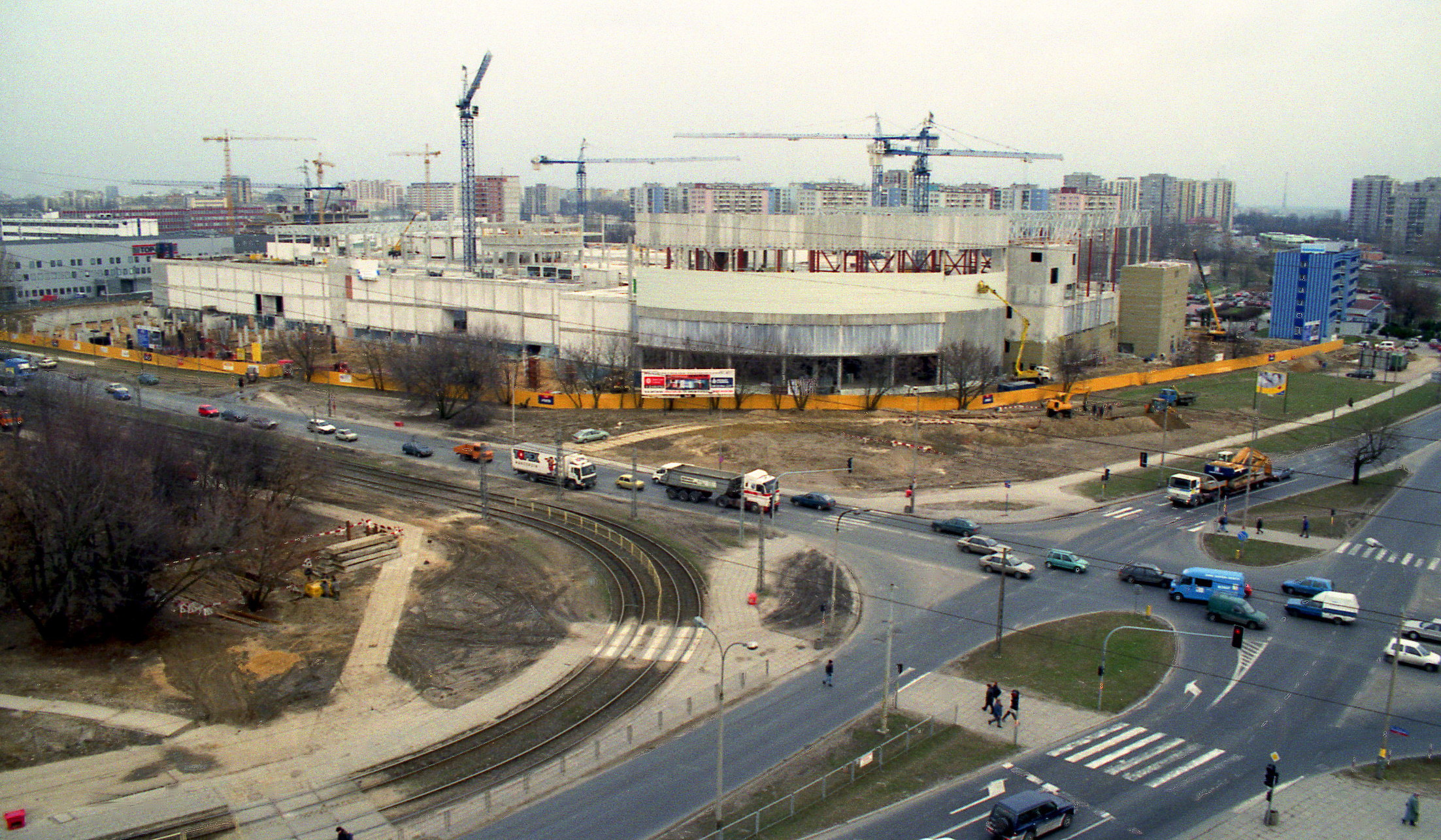
Das Zentrum im Bau, Frühjahr 2000

Die Galeria Mokotów ist eines der größten und beliebtesten Warschauer Einkaufszentren. Sie befindet sich im Stadtteil Mokotów, wo sie als erste Shopping Mall der dritten Generation Warschaus im Jahr 2000 eröffnet wurde.

## Geschichte
Das Einkaufszentrum liegt an der Kreuzung der verkehrsreichen Ulica Wołowska und Aleja Wilanowska. Im Norden und Osten umgeben die kleineren Ulica Antoniego Uniechowskiego und Ulica Rodziny Hiszpańskich den Komplex. Die Entwicklungsgesellschaft der Galeria war die Globe Trade Centre, die Ende der 1990er Jahre mit der Errichtung des ersten Teiles der Anlage begann. Im September 2000 wurde das Zentrum eröffnet und war mit seinen integrierten Freizeiteinrichtungen das modernste seiner Art in Polen. In den Jahren 2002 und 2006 wurde das Zentrum auf seine heutige Dimension erweitert. Mit Wirkung zum 30. Juni 2003 kaufte Rodamco Europe (heute: Unibail-Rodamco SE) 50 % des Gebäudes und übernahm die Verwaltung. Zu diesem Zeitpunkt wurde das Zentrum mit einem Preis von USD 166 Millionen bewertet. Weitere 50 % erwarb Unibail-Rodamco im Sommer 2011.

## Ausstattung
Die Galeria Mokotów verfügt nach den Anbaumaßnahmen heute über eine vermietbare Fläche von 62.500 Quadratmetern. Die rund 260 Geschäfte erstrecken sich über drei Stockwerke. Zielgruppe ist die Mittelschicht der in der Umgebung lebenden Bevölkerung. Geschäfte bieten deshalb Marken im mittleren und höheren Preissegment an. Unter den Markengeschäften befinden sich Firmen wie Benetton, Hollister, Calvin Klein, Escada Sport, Esprit, H&M, Joop, Olsen, Orsay, Lacoste, Levi’s, Max Mara, Mexx, Palmers, Pandora, Pal Zileri, Peek & Cloppenburg, Pepe Jeans, Simple, Triumph, Van Laack, Versace Collection oder Zara. Unter den Kosmetikgeschäften finden sich Ketten wie Sephora oder Douglas.
Der Lebensmittel-Ankermieter ist Carrefour, dessen Supermarkt sich über zwei Stockwerke erstreckt. Vor allem im Foodcourt im dritten Stock finden sich über 20 Restaurants und Cafés, darunter Pizza Hut, McDonald’s und Häagen-Dazs. Der Unterhaltungsbereich der Galeria besteht aus einem Multiplex-Kino der Kette Cinema City, die 14 Säle betreibt, und dem Atomic Bowling Center, das auf einer Fläche von 3.000 Quadratmetern 25 Bowlingbahnen, einen Billardsaal, diverse Spielgeräte sowie einen Konferenzraum für 60 Personen bietet. Die Fitnesskette Holmes betreibt einen 1.700 Quadratmeter großen Fitnessclub. Kleinkinder können in einem Fikoland genannten Kindergarten abgegeben werden. Die Parkgarage des Zentrums erstreckt sich über das gesamte Kellergeschoss sowie einen vierstöckigen Teil der Anlage. Sie enthält 2.400 Kfz-Stellplätze.
Die jährliche Besucheranzahl im Zentrum beträgt etwa 13 Millionen.